# Rudolph Haack

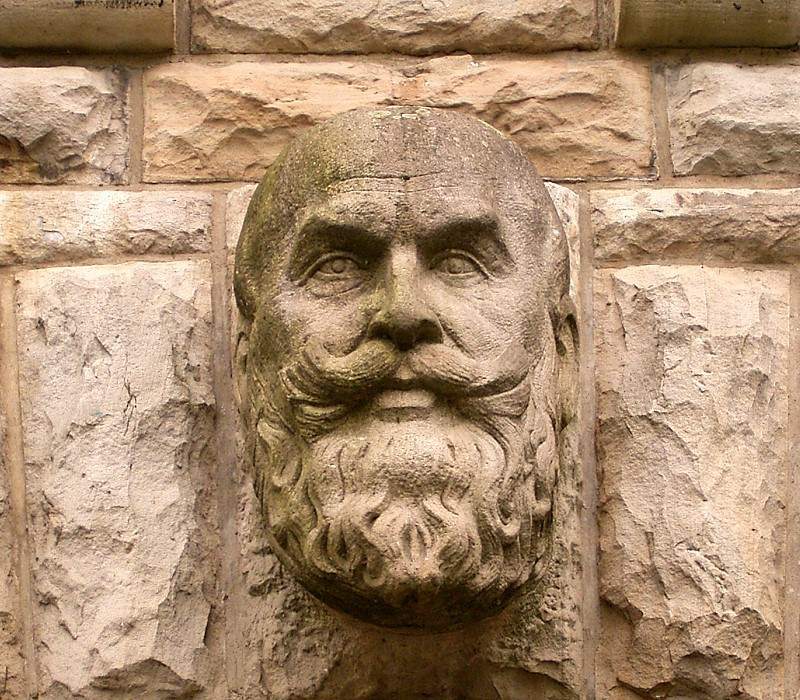
Haack-Porträt an der Schachtschleuse im Schleusenpark Waltrop

Rudolph Haack (* 17. Oktober 1833 in Wolgast; † 12. Dezember 1909 in Eberswalde; vollständiger Name Carl Otto Rudolph Haack) war ein deutscher Schiffbauingenieur. Er wirkte ab 1856 als leitender Ingenieur und später als Direktor der Stettiner Vulcan-Werft (bis 1857: Früchtenicht & Brock), auf der unter anderem 1873 mit der Preußen das erste auf einer privaten deutschen Werft gebaute Panzerschiff entstand.

## Leben
Rudolph Haack wurde 1833 in Wolgast als Sohn eines Tischlermeisters und der Tochter eines Schiffsbaumeisters geboren. Nach dem Ende seiner Schulzeit machte eine Ausbildung zum Schiffszimmerer auf der dortigen Werft Erich & Lübke. Später besuchte er die Gewerbeschule in Stettin und die Schiffsbauschule in Grabow bei Stettin, die einzige technischen Lehranstalt für Schiffbau in Deutschland zur damaligen Zeit. Nach einem Auslandsaufenthalt in England fand er dann eine Anstellung bei einem Schiffbauer in Damgarten.
Im Jahre 1856 ging er zurück nach Stettin und wurde dort leitender Ingenieur bei der Firma Früchtenicht & Brock, aus der ein Jahr später die Vulcan-Werft entstand. Unter seiner Leitung als Direktor der Werft entstanden rund 150 Schiffe, darunter 1873 mit der Preußen das erste auf einer privaten deutschen Werft gebaute Panzerschiff und weitere Kriegsschiffe für die Kaiserliche Marine, aber auch für die Seestreitkräfte des Kaiserreichs China. Nach seinem Abschied 1887 zog Haack nach Berlin und war als anerkannter Gutachter zur Marine- und Handelsschifffahrt, als Lehrer am Oberseeamt und als Mitglied der Preußischen Akademie des Bauwesens tätig. Daneben war er mehrere Jahre Stadtverordneter der Stadt Charlottenburg. 1902 übersiedelte Haack nach Eberswalde, wo er 1909 starb.
Rudolph Haack war seit 1869 Mitglied des Vereins Deutscher Ingenieure (VDI) und gehörte zunächst dem Pommerschen Bezirksverein des VDI an. Dem Berliner Bezirksverein des VDI gehörte er dann ab 1887 an. Dort war er in den Jahren 1890 und 1891 Vorsitzender und mehrere Jahre auch Abgeordneter zum Vorstandsrat. Außerdem war er Beisitzer des Ober-Seeamtes.

## Würdigung und Erinnerung
Anlässlich des Stapellaufs der Preußen wurde Haack mit dem preußischen Roten Adlerorden ausgezeichnet. Anlässlich der Fertigstellung des Schiffshebewerks Henrichenburg am Dortmund-Ems-Kanal, an dessen Planungsprozess er als Gutachter beteiligt war, wurde ihm der Ehrentitel Baurat verliehen. Die Schiffbautechnische Gesellschaft ernannte ihn 1909 zum Ehrenmitglied. An der Schachtschleuse im heutigen Schleusenpark Waltrop, die zur Entlastung des Schiffshebewerks Henrichenburg gebaut wurde, befindet sich ihm zu Ehren eine steinerne Porträt-Skulptur. Ferner war er Inhaber des kaiserlich chinesischen Ordens vom Doppelten Drachen.